# Franz Kirchgatterer

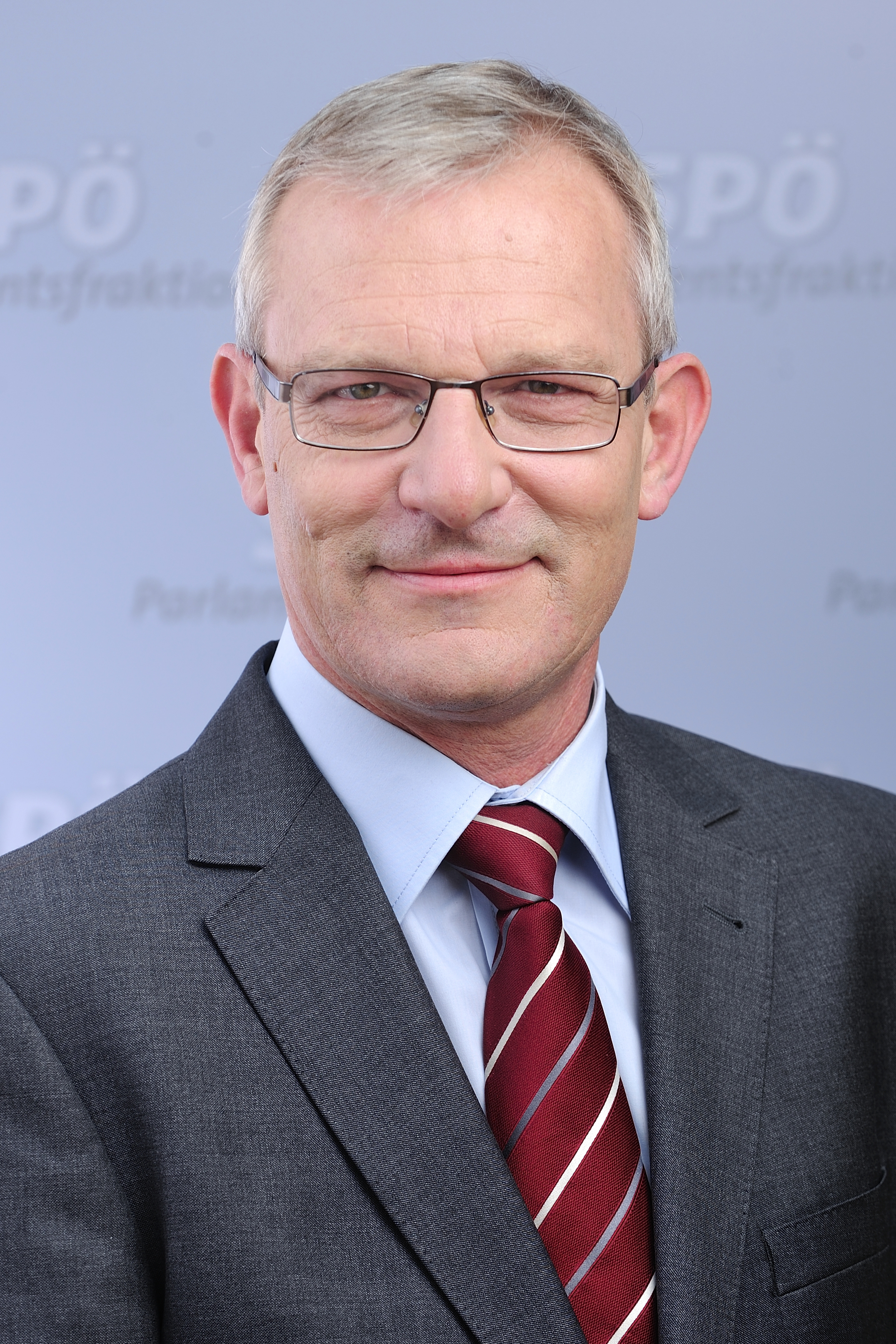
Franz Kirchgatterer 2014

Franz Kirchgatterer (* 24. September 1953 in Wels; † 21. November 2017 in Grieskirchen) war ein österreichischer Kaufmann und Politiker (SPÖ). Von 2006 bis zum 8. November 2017 war er Abgeordneter zum Nationalrat.

## Ausbildung und Beruf
Franz Kirchgatterer besuchte von 1960 bis 1964 die Volksschule und danach bis 1968 die Hauptschule. Danach absolvierte er bis 1971 die Handelsschule und leistete seinen Präsenzdienst ab.
Kirchgatterer arbeitete von 1971 bis 1979 als Kaufmännischer Angestellter und war ab 1979 selbständiger Kaufmann. 1992 wurde er zum Kommerzialrat ernannt.

## Politik
Kirchgatterer war von 1991 bis 2006 Mitglied des Gemeinderates der Stadt Wels und später weiterhin in der Welser Stadtpolitik sowie in verschiedenen Wirtschaftsverbänden aktiv. Er war ab 2001 Sektionsvorsitzender der SPÖ Wels-Pernau und ab 1987 Bezirksvorsitzender des Sozialdemokratischen Wirtschaftsverbandes Wels, Grieskirchen, Eferding. 1992 wurde er zum Stellvertretenden Landesvorsitzenden des Sozialdemokratischen Wirtschaftsverbandes Oberösterreich gewählt, ab 1990 vertrat er die SPÖ im Wirtschaftsparlament der Wirtschaftskammer Oberösterreich. Ab 2005 war Kirchgatterer zudem Mitglied der Bundesspartenkonferenz der Wirtschaftskammer Österreich.
Kirchgatterer war ab dem 30. Oktober 2006 Abgeordneter zum Nationalrat und in der XXIII. Gesetzgebungsperiode Mitglied in den Ausschüssen für Budget, für Forschung, Innovation und Technologie, für Menschenrechte und für Wirtschaft und Industrie.
Bei der Nationalratswahl 2017 am 15. Oktober kandidierte er nicht mehr, das Mandat im Regionalwahlkreis Hausruckviertel übernahm Petra Wimmer. Am 21. November 2017 erlag er im Alter von 64 Jahren einem Krebsleiden.

## Auszeichnungen
- 2017: Großes Goldenes Ehrenzeichen für Verdienste um die Republik Österreich[4]

## Privates
Kirchgatterer war Vater zweier Kinder und geschieden.